# Vasa Len
Vasa Len (svensk:Vasa län, finsk: Vaasan lääni) var et len i Sverige-Finland 1775–1809, i Storfyrstendømmet Finland 1809–1917 (1855–1917 under navnet Nikolaistads län) og i det selvstændige Finland 1917–1997.
Fra 1634 til 1774 var området den sydvestlige del af Österbottens län.
I forbindelse med lensreformen i 1997 blev lenet en del af Vestfinlands len den 1. januar 1998. Vasa Len bestod af dele af landskabet Österbotten samt af den nordlige del af Tavastland.
63°06′00″N 21°37′00″Ø / 63.1°N 21.616667°Ø